# Batalha de Nova Orleães
A Batalha de Nova Orleães ocorreu em 8 de janeiro de 1815 e foi a grande batalha final da Guerra de 1812. As forças americanas, comandadas pelo general Andrew Jackson, derrotaram uma invasão do exército britânico, que tinha a intenção de tomar Nova Orleães e o vasto território que os Estados Unidos haviam adquirido com a compra da Louisiana. O Tratado de Ghent foi assinado em 24 de dezembro de 1814 e ratificado pelo Senado dos Estados Unidos em 16 de fevereiro de 1815. No entanto, despachos oficiais anunciando a paz não alcançariam os combatentes até final de fevereiro. A batalha é amplamente considerada como a maior vitória dos Estados Unidos na Guerra de 1812.[carece de fontes?]

## Batalha do Lago Borgne

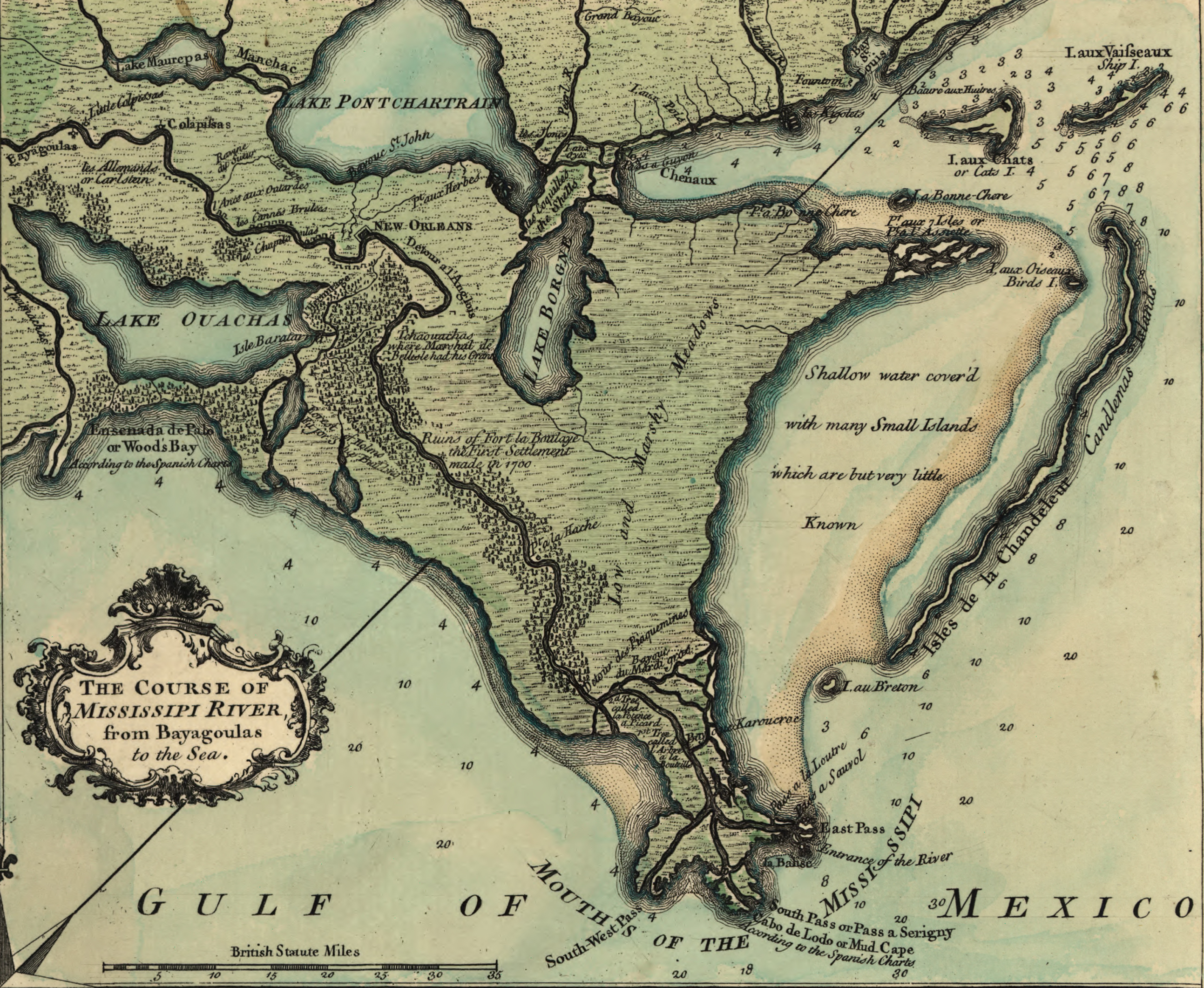
Mapa do século XVIII, mostrando o sudeste da Luisiana.

Em 12 de dezembro de 1814, uma grande frota britânica sob o comando de Alexander Cochrane com mais de 8 mil soldados e marinheiros a bordo, havia ancorado no Golfo do México ao leste do Lago Pontchartrain e do Lago Borgne. Uma frota americana impediu o acesso britânico aos lagos, comandado pelo tenente Thomas ap Catesby Jones, composta por cinco canhoneiras. Em 14 de dezembro, cerca de 1,2 mil marinheiros britânicos da Royal Marines sob comando do capitão Nicholas Lockyer partiram para o ataque. Lockyer e seus homens navegavam em 42 botes, cada um armado com uma pequena carronade. 17 marinheiros britânicos foram mortos e 77 feridos, enquanto seis americanos foram mortos, 35 feridos e 86 capturados. Os feridos incluíam tanto Catesby e Lockyer. Agora livres para navegarem no Lago Borgne, milhares de soldados britânicos, sob o comando do General John Keane, remaram até a Ilha Pea, a cerca de 48 km a leste de Nova Orleans, onde estabeleceram uma guarnição.

## Ataque de 23 de dezembro
Na manhã de 23 de dezembro, uma tropa de 1,8 mil soldados britânicos comandada por John Keane alcançaram a margem leste do Rio Mississippi, a 14 km ao sul de Nova Orleães. Keane poderia ter atacado a cidade, avançando por algumas horas até a estrada do rio, que era indefesa durante todo o caminho até Nova Orleans, mas ele tomou a decisão fatídica de acampar em Plantation Lacoste e aguardou a chegada de reforços. Durante a tarde de 23 de dezembro, depois de ter conhecimento da posição do acampamento britânico, Andrew Jackson se pronunciou de maneira negativa aos fatos expostos, e posteriormente disse "que eles não dormiriam novamente em solo americano". Nessa mesma noite, Jackson levou 2 131 homens para atacar as tropas de Kane. Em seguida, Jackson tirou suas forças de volta para o Canal Rodriguez, a cerca de quatro quilômetros ao sul da cidade. As baixas de americanos foram: 24 mortos, 115 feridos e 74 desaparecidos, enquanto os britânicos relataram suas perdas em até 46 mortos, 167 feridos e 64 desaparecidos.

## Batalha de 8 de janeiro

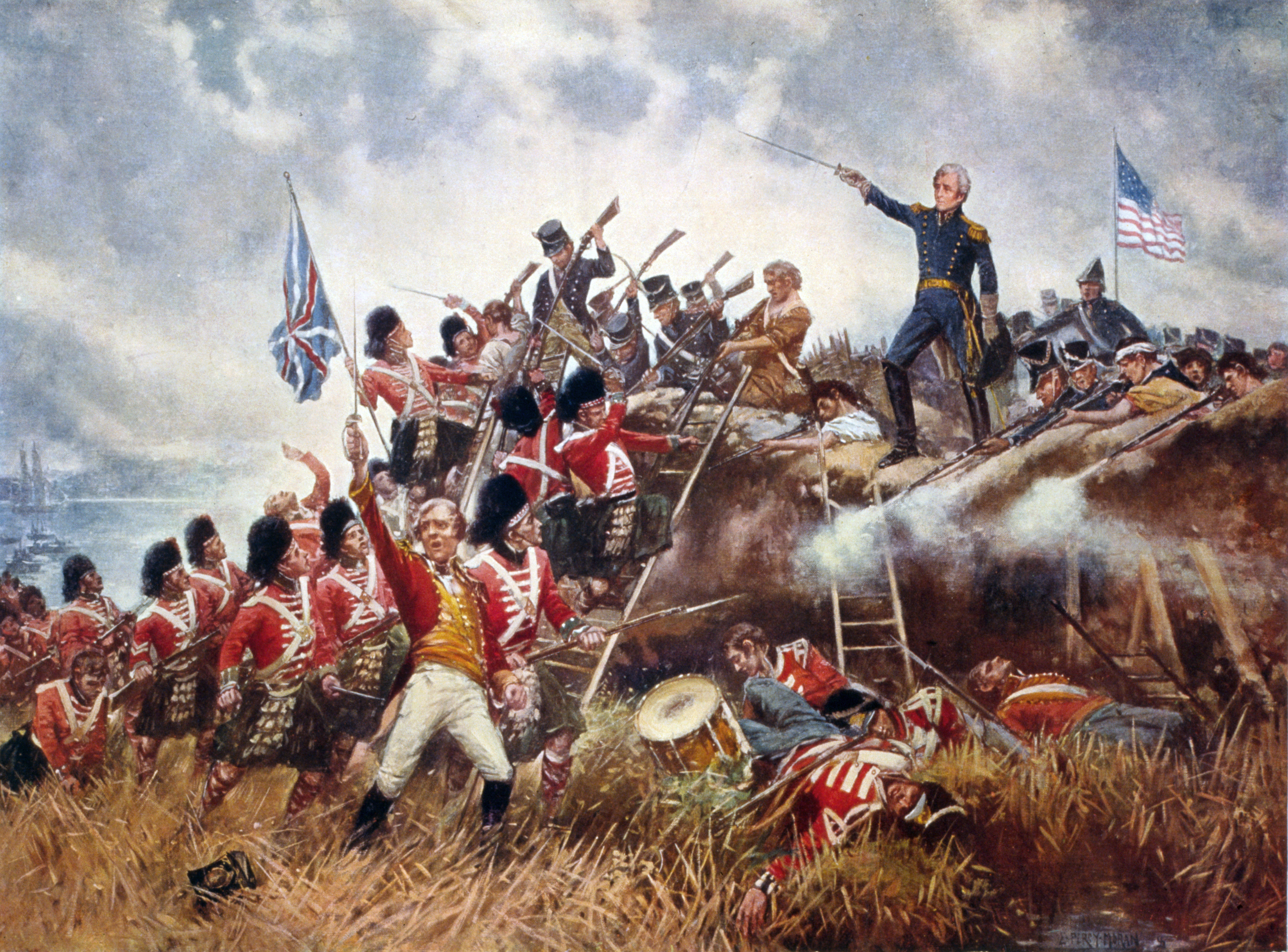
Retrato da batalha, ao centro, Andrew Jackson segurando uma espada.

Na madrugada de 8 de janeiro, Pakenham ordenou um ataque em duas frentes contra a posição de Jackson. O coronel William Thornton (do Regimento 85) atravessou o Rio Mississipi durante a noite com sua tropa de 780 homens, moveram-se rapidamente rio acima, comandado pelo comodoro Daniel Patterson, e em seguida, abriram fogo contra as tropas de Jackson com obuses e foguetes. Em seguida, o ataque principal, diretamente contra a grande maioria das tropas americanas. A brigada comandada pelo major general John Lambert foi mantida na reserva.[carece de fontes?]